# Article 36 de la Constitution de la Cinquième République française
Article 35 Article 37
L'article 36 de la Constitution de la Cinquième République française définit le dispositif de l'état de siège en France.

## Texte
« L'état de siège est décrété en Conseil des ministres.

Sa prorogation au-delà de douze jours ne peut être autorisée que par le Parlement. »
— Article 36 de la Constitution du 4 octobre 1958

## Effets
Les effets de l'activation de cet article sont importants. Ils conduisent à la substitution des autorités militaires aux autorités civiles dans le maintien de l'ordre.

## Historique
Cet article est présent dans la Constitution dès les origines de la Ve République. Il reprend un dispositif présent sous plusieurs formes depuis la Révolution française. L'état de siège est en effet le plus ancien des régimes d'exception du droit français. Il avait été fixé par la loi du 9 août 1849 sur l'état de siège, modifiée en 1878. 
Le comité Balladur a profité de réviser l'article pour en préciser davantage les modalités, mais la proposition n'a pas été suivie d'effets. Le gouvernement a cherché à le modifier en 2016 afin d'y ajouter un régime civil d'état d'urgence, mais l'a abandonné. 
À ce jour, l'état de siège n'a jamais été décrété au cours de la Ve République. Il l'a été durant la Seconde Guerre mondiale, grâce à la loi de 1849.